# Blitz Royale
Cet article possède un paronyme, voir Battle Royale.
Blitz Royale est un manga de Hitoshi Tomizawa (en), inspiré du film Battle Royale 2: Requiem. Certains personnages étant issus du roman Battle Royale (et du manga de même nom) de Kōshun Takami, celui-ci est crédité comme auteur.

## Résumé
L'histoire se déroule trois ans après celle de Battle Royale. Elle met aux prises quarante-deux jeunes délinquants et une troupe de mercenaires, qui vont devoir s'entretuer.